# Жан-Луї де Ногаре де Ла Валетт
Жан-Луї де Ногаре де Ла Валетт, герцог д'Епернон (фр. Jean Louis de Nogaret de La Valette, duc d'Épernon ; 1554, замок Комон — 13 січня 1642, замок Лош) — французький вельможа, один з двох найближчих міньйонів короля Генріха III («архіміньйон» або «напівкороль»). Протягом кількох років після загибелі Генріха IV — один з наймогутніших людей Франції, союзник Марії Медічі, командувач королівської піхоти. Батько Бернара д'Епернона (1592—1661).
Герцог Епернон протягом правління трьох королів, Генріха III, Генріха IV та Людовика XIII, був однією з головних фігур французького дворянства. Особливо пихатий, він мав талант породжувати потужну та глибоку ворожнечу. Під час Релігійних війн він залишався благовірним католиком. Однак скидається на те, що його вчинки були продиктовані перш за все логікою практичних потреб його самого та його клану. З 1584 й до 1589 рік він енергійно підтримував Генріха III проти проіспанської Католицької ліги. Двадцять років потому він відіграв важливу роль у захопленні влади католиками, близькими до Іспанії.
Приклад цього великого лорда, що керувався традиційним аристократичним менталітетом, ймовірно надихнув кардинала Рішельє на роздуми про зміцнення статусу держави та розбудову абсолютної монархії.

## Образ у мистецтві
Жан-Луї д'Епернон — персонаж романів Олександра Дюма-батька «Графиня де Монсоро» й «Сорок п'ять», присвячених правлінню Генріха III.